# Lagoa da Parangaba

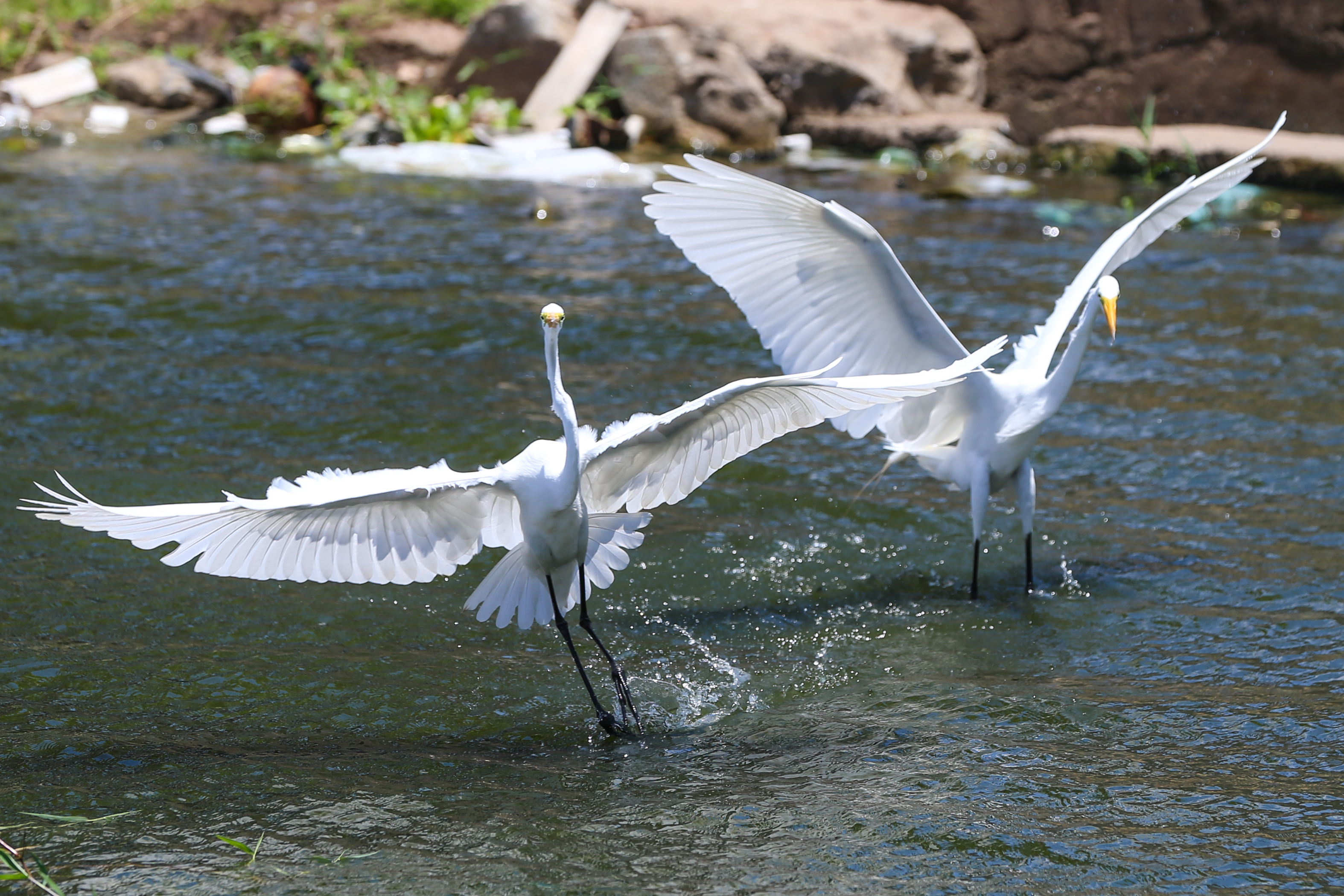
Garças na Lagoa da Parangaba

A Lagoa da Parangaba é a maior lagoa em volume de água de Fortaleza, capital do Ceará. A lagoa dá nome ao bairro da Parangaba e em sua vizinhança estão vários equipamentos públicos e empresas. O terminal de metro urbano da Lagoa e O Ginásio da Parangaba têm vista para a lagoa. A Lagoa também é conhecida pela feira que se realiza todos os domingos em área urbanizada à margem da mesma - a Feira da Parangaba.
Com aproximadamente 36 hectares, a lagoa é frequentada por um público diverso, incluindo pescadores a pessoas que buscam por lazer. Faz parte da bacia hidrográfica do Rio Ceará. Apesar de não contar com condições de balneabilidade, tampouco passar por uma obra de despoluição, passou a contar, partir de agosto de 2018, com fiscalização contra o despejo de efluentes domésticos, além de um serviço de limpeza mais geral: retirada dos aguapés, lixo, entulhos e campinagem, posto que o entorno da lagoa receberá obras de requalificação urbana previstas para terminarem em agosto de de 2019. 
Apesar de não existir a previsão para uma despoluição, a parceria entre a Cagece e a Prefeitura de Fortaleza, permitirá a retirada das ligações de esgotos clandestinas que poluem a lagoa. Isso pode ocasionar na recuperação do ecossistema lacustre. 
A requalificação urbana visa aproveitar um potencial de lazer da lagoa que não é utilizado. A lagoa será dividida de acordo com os pontos cardeais (norte, sul, leste e oeste): receberá uma ciclofaixa que deverá circundá-la, a ser construída partir da área norte onde, também, será construído um píer para visualização e pesca da lagoa. As áreas verdes deverão ser ampliadas com maior plantio de árvores.
Ao sul ela receberá um mini complexo esportivo com quadras e uma 'mini arena', além da um maior mobiliário urbano. A parte oeste também receberá equipamento esportivo com uma pista de skate e uma quadra poliesportiva.
O ponto mais polêmico da requalificação foi a Feira da Parangaba que tem sua mudança planejada para o lado leste da lagoa. Em janeiro de 2019, um jacaré de mais de um metro foi encontrado nas imediações da Lagoa. 